# Плюшевый пузырь
«Плюшевый пузырь» (англ. The Beanie Bubble) — американский комедийно-драматический фильм режиссёров Кристин Гор и Дэмиэна Кулаша. Сценарий основан на книге Зака Биссоннетта The Great Beanie Baby Bubble: Mass Delusion and the Dark Side of Cute. Главные роли в фильме исполнили Зак Галифианакис, Элизабет Бэнкс, Сара Снук и Джеральдин Висванатан.
Премьера фильма 21 июля 2023 года в выбранных кинотеатрах и 28 июля на Apple TV+..

## Сюжет
Сюжет вдохновлён историей, стоящей за одним из самых больших спекулятивных увлечений, охвативших американскую культуру в 1990-х годах, когда повсеместное увлечение плюшевыми игрушками привело к успеху компании-производителя. Фильм приоткрывает завесу над абсурдностью и несправедливостью «американской мечты» — особенно над отношением к женщинам. Это дань уважения женщинам, которые способствовали успеху Тая Уорнера, чьи сильные стороны и инстинкты сформировали и усилили феномен, но чьи имена не указаны на бирках продукции Beanie Babies.

## В ролях
- Зак Галифианакис —  Тай Уорнер[англ.][4]
- Элизабет Бэнкс — Робби
- Сара Снук — Шейла Уорнер
- Джеральдин Висванатан — Майя
- Мэдисон Джонсон — Ава

## Производство и премьера
В январе 2022 года стало известно, что компания Apple TV+ приобрела права на дистрибуцию фильма, главные роли в котором исполнят Зак Галифинакис, Элизабет Бэнкс, Сара Снук и Джеральдин Висванатан, а режиссёрами станут Кристин Гор и Дэмиэн Кулаш.
Съёмки начались в апреле 2022 года в Мариетте, штат Джорджия. Производство также пройдёт в Атланте.
The Beanie Bubble вышел на Apple TV+ 28 июля 2023 года.